# Melissa Odabash
Melissa Ann Odabash amerikai divattervező. Leginkább fürdőruháiról ismert; a Vogue magazin a "fürdőruhák Ferrarijának" nevezte a termékeit.[forrás?] Ruháit olyan személyek viselték, mint Beyoncé, Kate Moss, Sienna Miller, Rihanna és Rosie Huntington-Whiteley.

## Élete
New Jersey-ben nőtt fel. Arthur R. és Lois Odabash gyermeke. Négy testvére van: Robin, Jamie Lynn, Scott és Megan. Apai nagyapja török származású volt.
Karrierjét modellként kezdte.

## Magánélete
Nicolas De Santis üzletember a férje; két lányuk van.